# Serranópolis
Serranópolis é um município brasileiro do estado de Goiás.

## História
O município de Serranópolis, antiga Serra do Café, já era habitado há mais de 11.000 anos por nativos de nosso continente, considerando-se as evidências arqueológicas encontradas na região. Esta cidade merece ser visitada por seus sítios arqueológicos, suas cachoeiras, corredeiras e reservas de cerrado com presença de fauna característica.
No século passado, migrantes de Minas Gerais e São Paulo se fixaram, em terras próprias para lavoura e pecuária. Em 1914, por lei municipal de Jataí foi criado o Distrito de Serra do Cafezal mas com o declínio do café que através do decreto-lei estadual nº 8305, de 31 de dezembro de 1943, o distrito de Serra do Cafezal passou a denominar-se Nuputira ("flor do campo" em tupi guarani). Em 14 de novembro de 1958, o distrito se emancipa, com o nome de Serranópolis em alusão as serras encontradas.
Serranópolis é repleta de opções turísticas, a principal delas é a RPPN (Reserva Particular de Patrimônio Nacional) Pousada das Araras. Outro ponto turístico bastante visitado é a Gruta do Diogo, onde pesquisadores encontraram um fóssil de um homem conhecido como o homem da Serra do Cafezal (Zé Gabiroba).
Há 11 mil anos o local onde hoje é a cidade de Serranópolis já era habitado. Nas grutas existem muitos vestígios da ocupação do homem paleo-Índio, escavados pela UCG e UFG. Além dos povos antigos, também foram encontrados indícios de ocupantes do século XX, totalizando mais de 550 gerações de homens habitando a região.

## Geografia
Sua população estimada em 2007 era de 7.223 habitantes.

## Rodovias
- Br 060

### Clima
Subquente úmido, com médias anuais de 22 °C. Junho e agosto são os meses mais secos do ano, enquanto os meses de dezembro a março se caracterizam por serem os mais chuvosos.

### Vegetação
Vegetação rasteira e rala, típica do cerrado, onde é possível encontrar animais ameaçados de extinção.

### Relevo
Região de trecho acidentado, com existência de serras.
Distâncias
•  Goiânia: 372 km 
•  Brasília: 580 km 
•  São Paulo: 1298 km
•  Rio de Janeiro: 1710 km